# Publius Servilius Geminus
Publius Servilius Geminus entstammte dem römischen Geschlecht der Servilier und war 252 v. Chr. sowie 248 v. Chr. Konsul.

## Leben
Publius Servilius Geminus war laut den Fasti Capitolini der Sohn eines nicht näher bekannten Quintus Servilius sowie Enkel eines Gnaeus Servilius. Er hatte einen ihm zum Verwechseln ähnlich sehenden, ansonsten aber ebenfalls unbekannten Zwillingsbruder Quintus Servilius, wurde deshalb mit dem Cognomen Geminus (= „Zwilling“) versehen und auf diese Weise Stammvater des Familienzweiges der Servilii Gemini.
Während des Ersten Punischen Krieges gelangte Geminus 252 und 248 v. Chr. zum höchsten Staatsamt, wobei er beide Male Gaius Aurelius Cotta zum Amtskollegen hatte. Der griechische Historiker Polybios, der einen Abriss der Geschichte des ersten Krieges zwischen Rom und Karthago gibt, erwähnt die militärischen Leistungen der Konsuln überhaupt nicht; laut Zonaras, dem Epitomator des kaiserzeitlichen Geschichtsschreibers Cassius Dio,  fiel ihnen während beider Amtszeiten die Aufgabe zu, zusammen auf Sizilien gegen die Punier zu kämpfen, doch wird nur über Cottas Kriegstaten Näheres berichtet.
Geminus’ Sohn war wahrscheinlich Gaius Servilius Geminus, der am Beginn des Zweiten Punischen Krieges (218 v. Chr.) in Kriegsgefangenschaft der Boier geriet, aus der er erst 15 Jahre später von seinem gleichnamigen Sohn befreit wurde.